# Anger (Band)
Anger ist ein 2017 von Julian Angerer und Nora Pider gegründetes Pop-Duo aus Brixen, Südtirol. Die beiden Musiker wohnen in Wien, Österreich.

## Geschichte
Mit der im Juni 2019 veröffentlichten Single Baby landete Anger seinen ersten Nummer 1 Hit in den Radio FM4-Charts.
In der Festival-Saison 2019, trat Anger unter anderem am Mannheimer Maifeld Derby, beim Sonar-Festival in Barcelona, beim FM4 Frequency Festival und beim Reeperbahn Festival in Hamburg auf. Beim Waves-Vienna-Festival im September 2019 wurde das Duo von einer internationalen Expertenjury zur besten Newcomer-Band des Landes gekürt (XA-Award). Im März 2020 wurde Anger mit dem Fm4 Award beim Amadeus Austrian Music Award ausgezeichnet.
Das Debütalbum Heart / Break ist am 20. September 2019 auf Phat Penguin Records erschienen.
Musikalisch vereinen Anger Auto-Tune mit E-Gitarren und technoiden Beats.

## Auszeichnungen
- 2019: XA-Award[5]
- 2020: Focus-Act[6]
- 2020: FM4 Award/Amadeus Austrian Music Awards 2020[7]
- 2020: Futura Award[8]

## Diskografie
Alben
- 2019: Heart / Break (Phat Penguin Records)

EPs
- 2018: Liebe & Wut (Hedonist Records)
- 2024: Verlieren, Baby!

Singles
- 2017: Without You
- 2018: Sunday Depression
- 2018: (Find) Someone
- 2019: Love
- 2019: Baby[9]
- 2019: Miami
- 2020: Wo ist die Liebe